# Flors negres
Flors negres (originalment en castellà, Flores negras) és una pel·lícula de 2009 dirigida per David Carreras Solé en el seu segon llargmetratge. Està escrita pel mateix Carreras, Luis Marías, Wolfgang Kirchner i la col·laboració de Juan Manuel Ruiz, basant-se en la novel·la Flors negres per a Michael Roddick de Daniel Vázquez Sallés. S'ha doblat al català per TV3.
La pel·lícula va ser nominada a la Bisnaga de Plata del Festival de Màlaga i va guanyar la categoria al millor maquillatge.